# Meroplancton

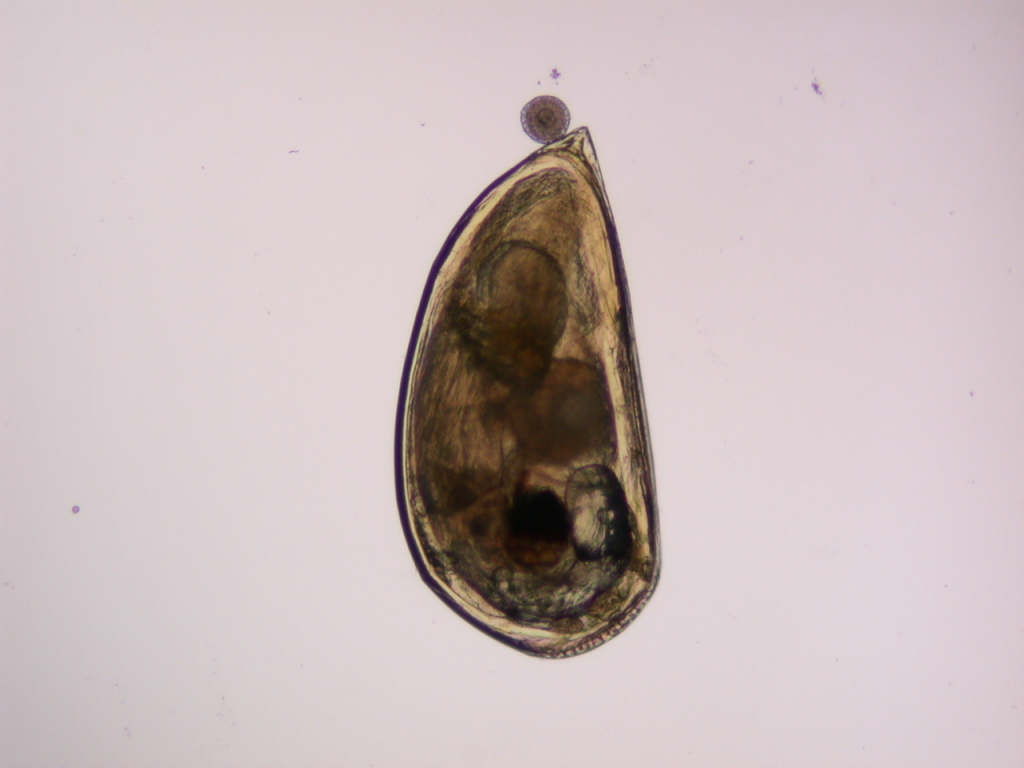
Uno de los estados larvarios presentes en el meroplancton (Cipris de cirrípedo).

El meroplancton o plancton no permanente, está constituido por seres, tanto autótrofos como heterótrofos, que están en esta comunidad durante una parte de su vida, ya que después, al crecer, pasan a formar parte de otras comunidades (del necton o del bentos).
Así, forman parte del meroplancton larvas de muchos invertebrados, como larvas de corales, de equinodermos, de crustáceos y de gusanos poliquetos, entre otros.
Una fracción importante del meroplancton son los huevos y larvas de peces, que a su vez constituyen el ictioplancton.